# Olimpia Cagliari 2014-2015
Nella stagione 2014-2015, l'Olimpia Cagliari sponsorizzata Trony ha disputato il campionato di Serie B Nazionale, terzo livello del Basket italiano.
La società mancava dai campionati nazionali dalla stagione 1980-1981 e vi rientra a 45 anni esatti dalla prima partecipazione nella massima serie.
Viene inserita nel girone C, arriva ultima e per questo motivo retrocede in Serie C.

## Roster
|    | Naz.              | Ruolo | Sportivo          | Anno | Alt. | Peso |  |
| -- | ----------------- | ----- | ----------------- | ---- | ---- | ---- |  |
| 5  | Italia (bandiera) | P     | Federico Manca    | 1982 | 188  |      |  |
| 6  | Italia (bandiera) | G     | Davide Manca      | 1984 | 190  |      |  |
| 7  | Italia (bandiera) | C     | Stefano Puggioni  | 1975 | 201  |      |  |
| 8  | Italia (bandiera) | A     | Gionata Putignano | 1985 | 196  |      |  |
| 9  | Italia (bandiera) | A     | Michele Mastio    | 1983 | 196  |      |  |
| 10 | Italia (bandiera) | G     | Fabio Villani     | 1987 | 183  |      |  |
| 12 | Italia (bandiera) | G     | Stefano Chessa    | 1993 | 186  |      |  |
| 13 | Italia (bandiera) | A     | Giovanni Longu    | 1995 | 192  |      |  |
| 14 | Italia (bandiera) | G     | Edoardo Angius    | 1997 | 185  |      |  |
| 15 | Italia (bandiera) | P     | Giaime Cocco      | 1990 | 185  |      |  |
| 18 | Italia (bandiera) | A     | Davide Masella    | 1993 | 203  |      |  |
| 20 | Italia (bandiera) | C     | Daniele Soro      | 1975 | 203  |      |  |
| -- | Italia (bandiera) | G     | Alex Mancini      | 1996 | 185  |      |  |